# Parthenolecanium viticis
Parthenolecanium viticis är en insektsart som först beskrevs av Morrison 1923.  Parthenolecanium viticis ingår i släktet Parthenolecanium och familjen skålsköldlöss. Inga underarter finns listade i Catalogue of Life.